# Saab Automobile
Saab Automobile (AB) foi uma empresa montadora de automóveis fundada na Suécia em 1945, quando a montadora de aviões SAAB, começou a projetar um pequeno automóvel. Seu primeiro modelo produzido comercialmente foi o Saab 92, lançado em 1949. Em 1968, a empresa fez uma fusão com a montadora de caminhões Scania, lançando 10 anos depois o Saab 900, seu modelo de maior sucesso, com sua variante moderna, Saab 9000, sendo introduzida ao mercado no final dos anos 80. 
Em 1989, a divisão de automóveis da Saab-Scania foi reestruturada, se tornando uma empresa independente chamada Saab Automobile AB, com a General Motors sendo dona de 50% desta nova empresa. Em 1990, a GM tentou fazer a única incursão da Saab no mercado brasileiro, trazendo um lote único de 50 Saabs 9000, que devido ao alto preço causado pelas taxas de importação, vendeu menos de 40 unidades, com 16 carros retornando a Suécia em 1991. Em 2000 a Scania vende os seus 50% restantes na sociedade para a GM, que a manteve até a crise de 2009, quando foi forçada a vender vários de seus ativos, para satisfazer os requisitos de um financiamento especial do Governo do EUA. 
Após ser comprada pela Spyker Cars, acabou enfrentando grandes dificuldades de se manter no mercado, indo a falência em 2012.

## Modelos
- Saab 92
- Saab 93
- Saab 96
- Saab 60
- Saab 95
- Saab 99
- Saab 900
- Saab Sonett
- Saab 9-1
- Saab 9-2X manufaturado entre 2004 e 2007
- Saab 9-3 a primeira geração foi manufaturada entre 1998 e 2002, a segunda geração, 2003
- Saab 9-3X
- Saab 9-4X
- Saab 9-5 manufaturado entre 1997 e 2009
- Saab 9-6X
- Saab 9000
- Saab 9-7X produzido desde 2004 até 2008

## Protótipos
- Saab 92001 (1946)
- Saab Monster (1959)
- Saab Quantum (1962-1963)
- Saab Catherina (1964)
- Saab MFI 13 (1965)
- Saab Paddan (1966)
- Saab 98 (1974)
- Saab EV-1 (1985)
- Saab 9X (2001)
- Saab Aero X (2006)
- Saab 9-X BioHybrid (2008)
- Saab 9-X Air (2008)

## Galeria

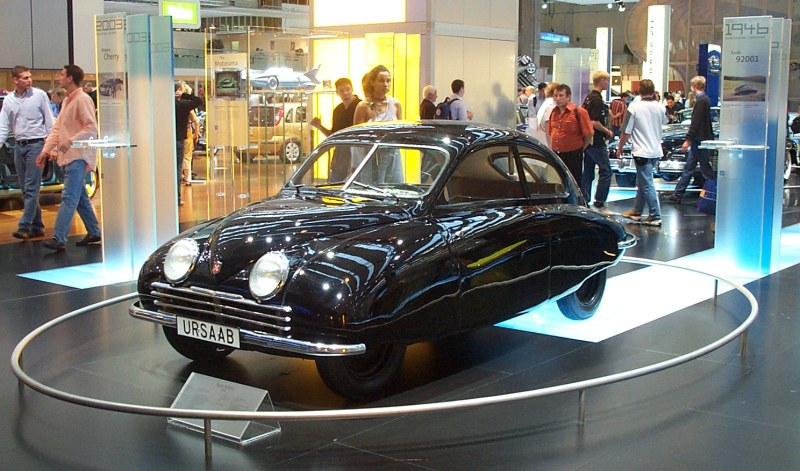
Saab 92001 Ursaab
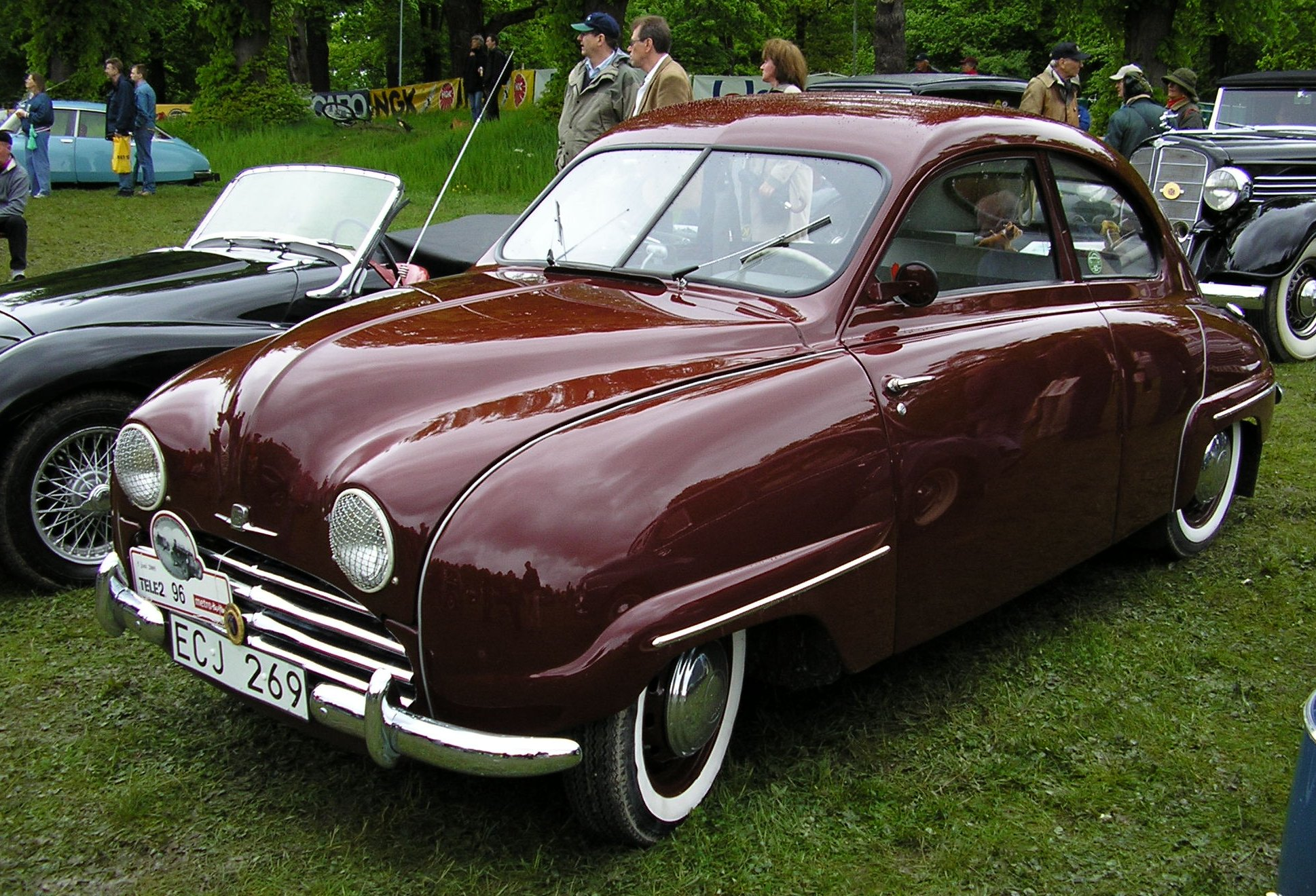
Saab 92
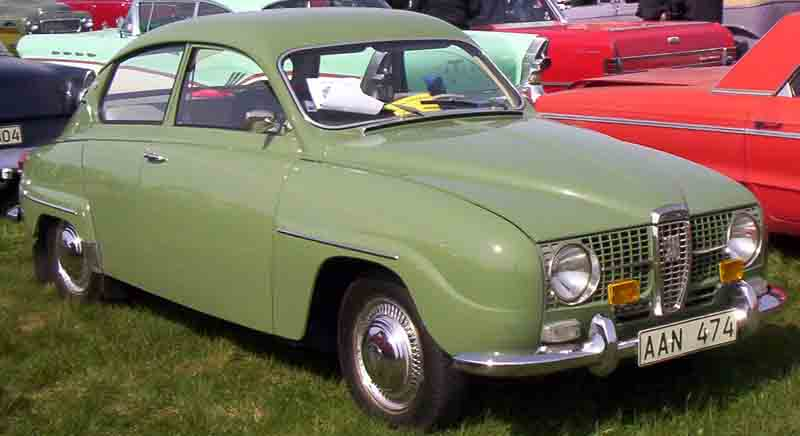
Saab 96
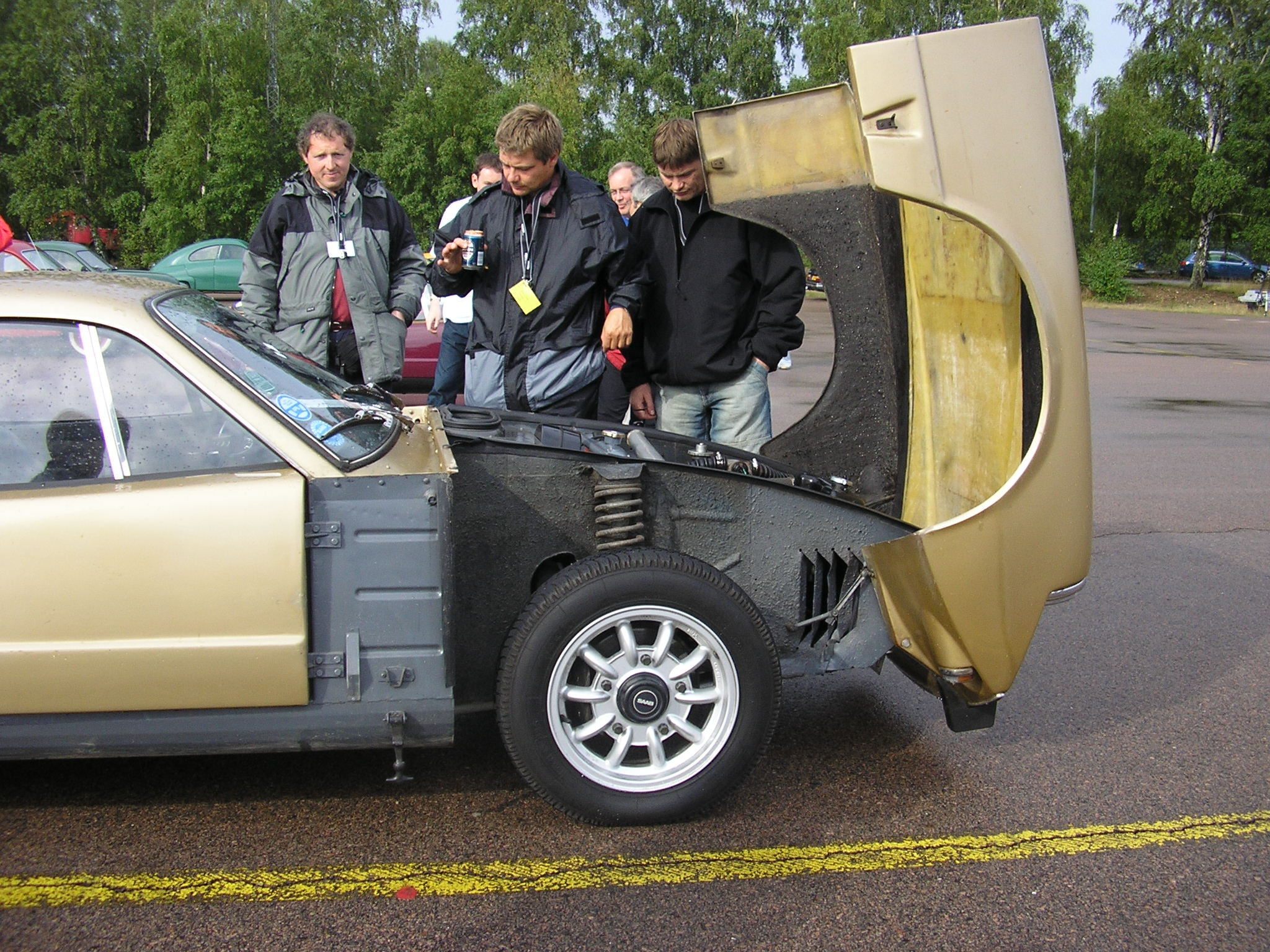
Frente basculante do Saab Sonett II
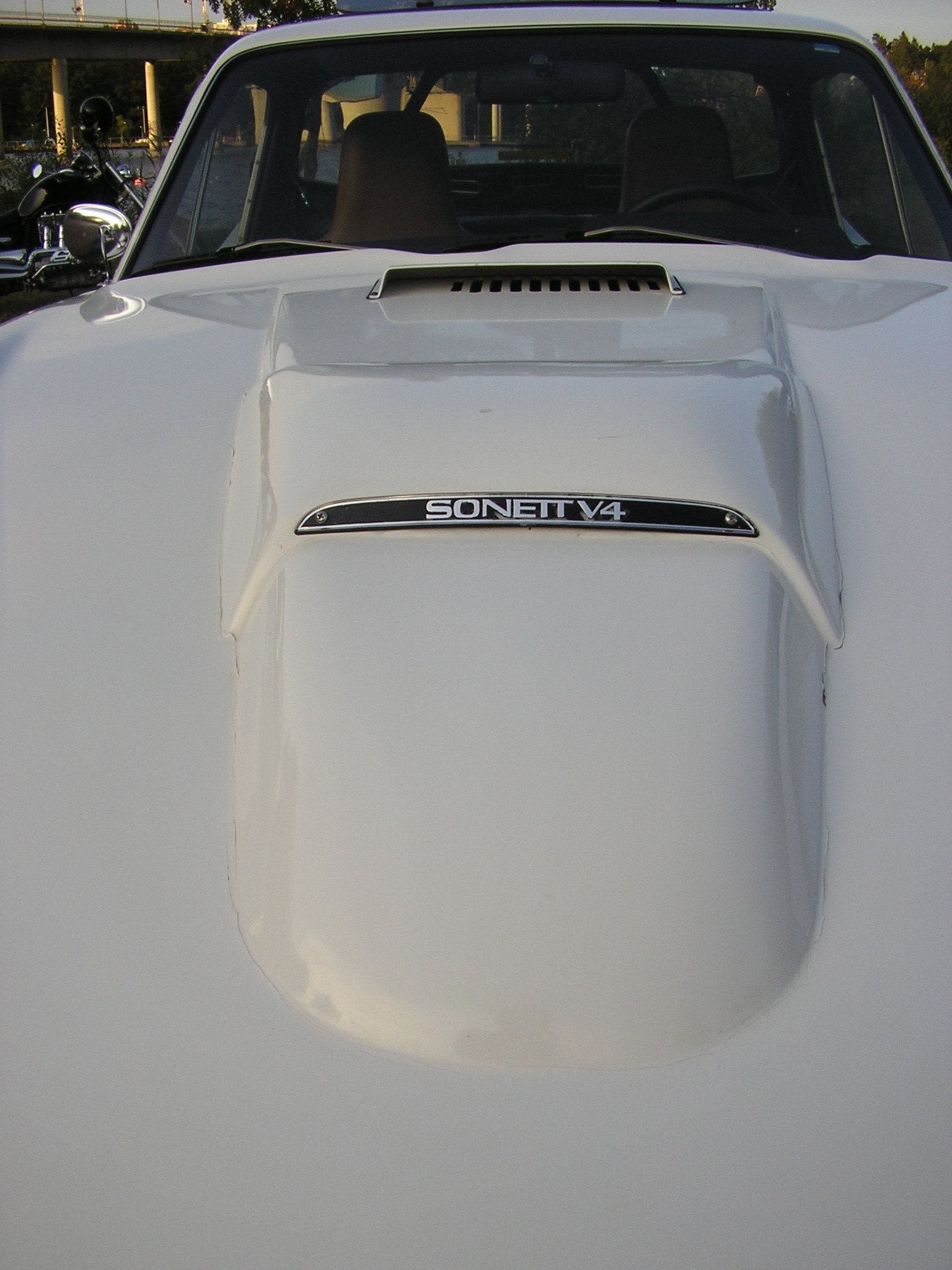
Saab Sonett II-V4
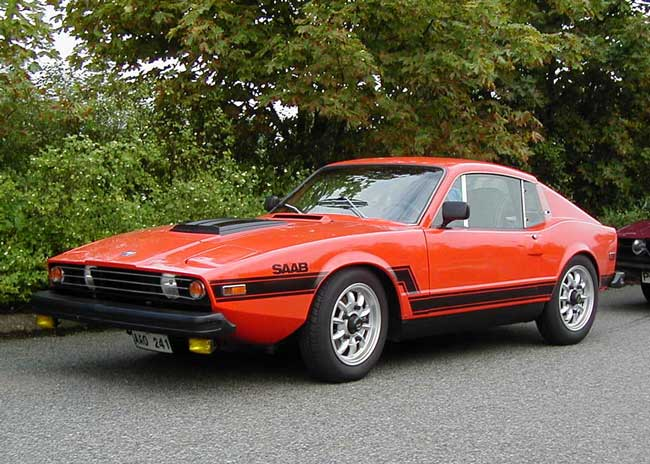
Saab Sonett III
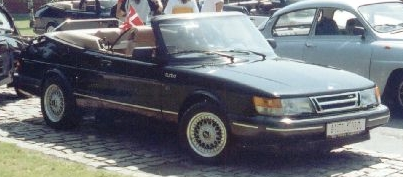
Saab 900 (cabrio)
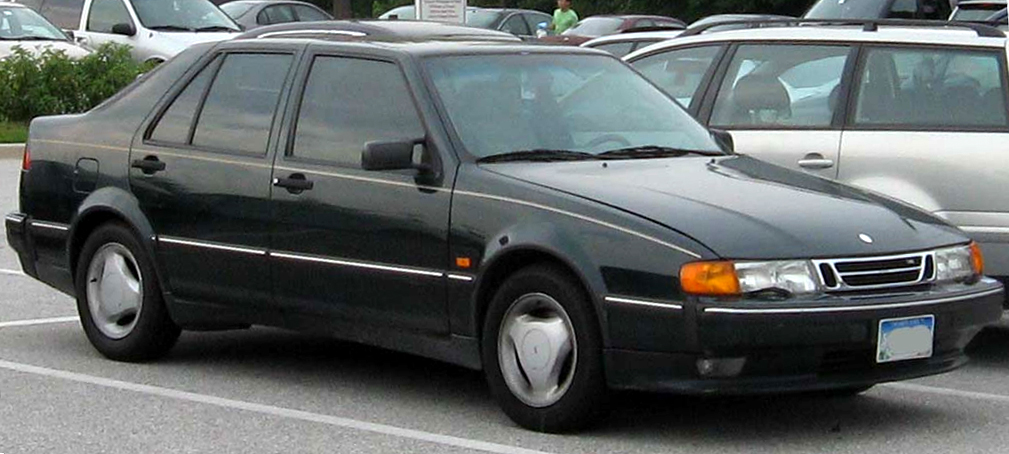
Saab 9000
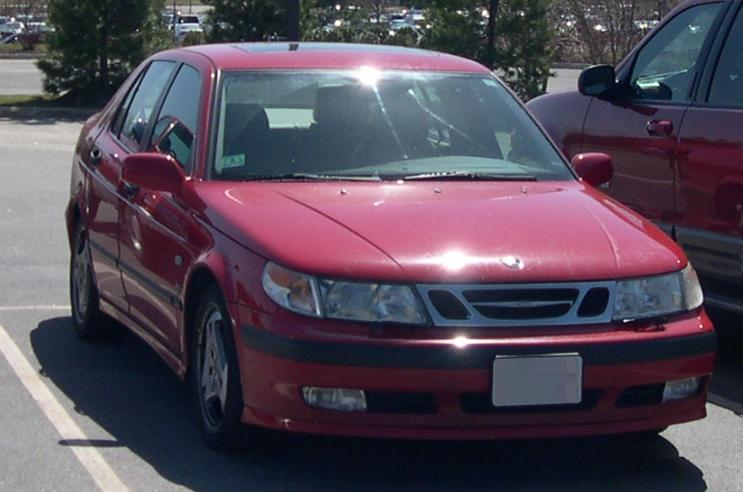
Saab 9-5 type1 (1998-2001)
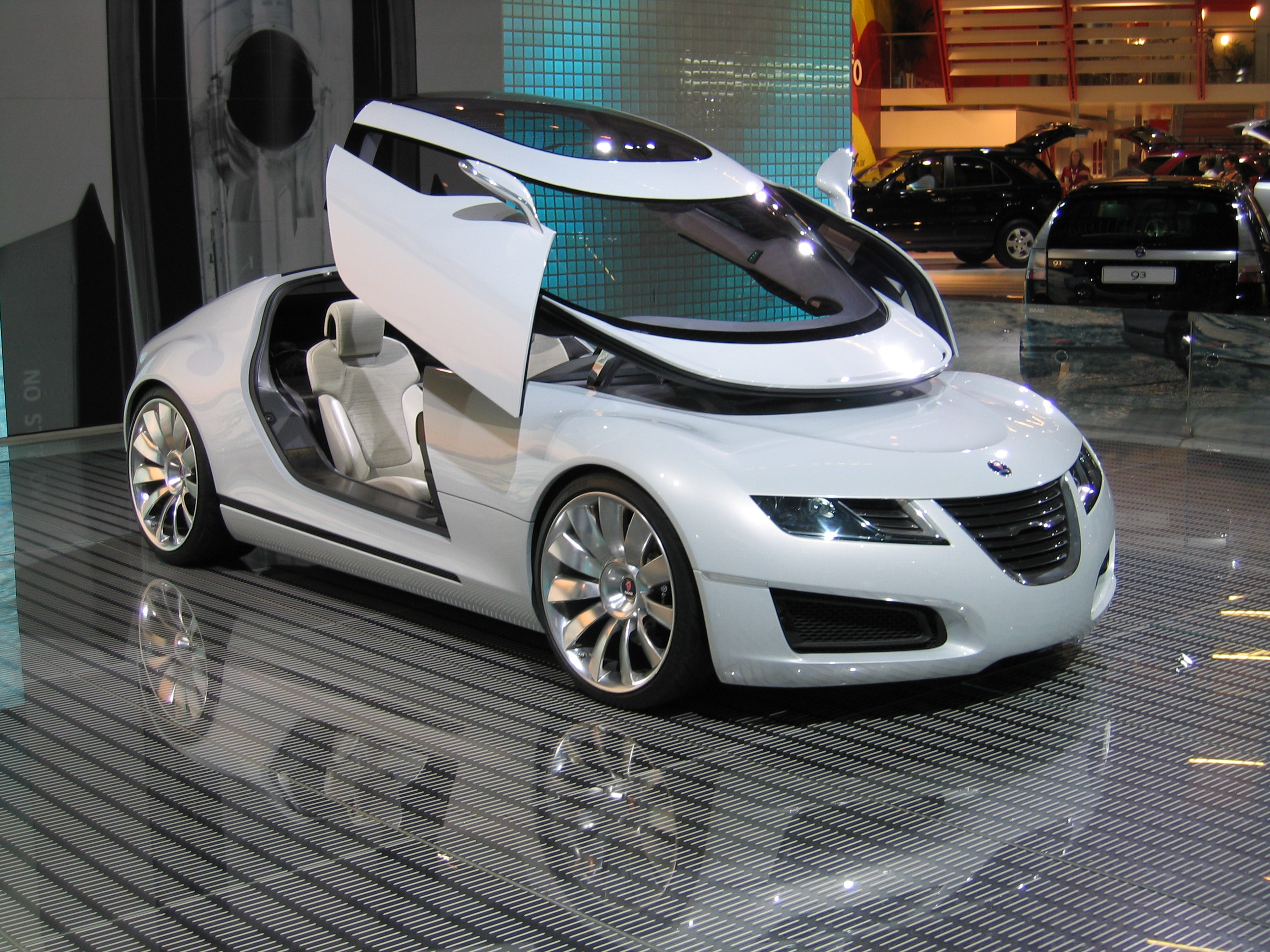
Saab Aero X
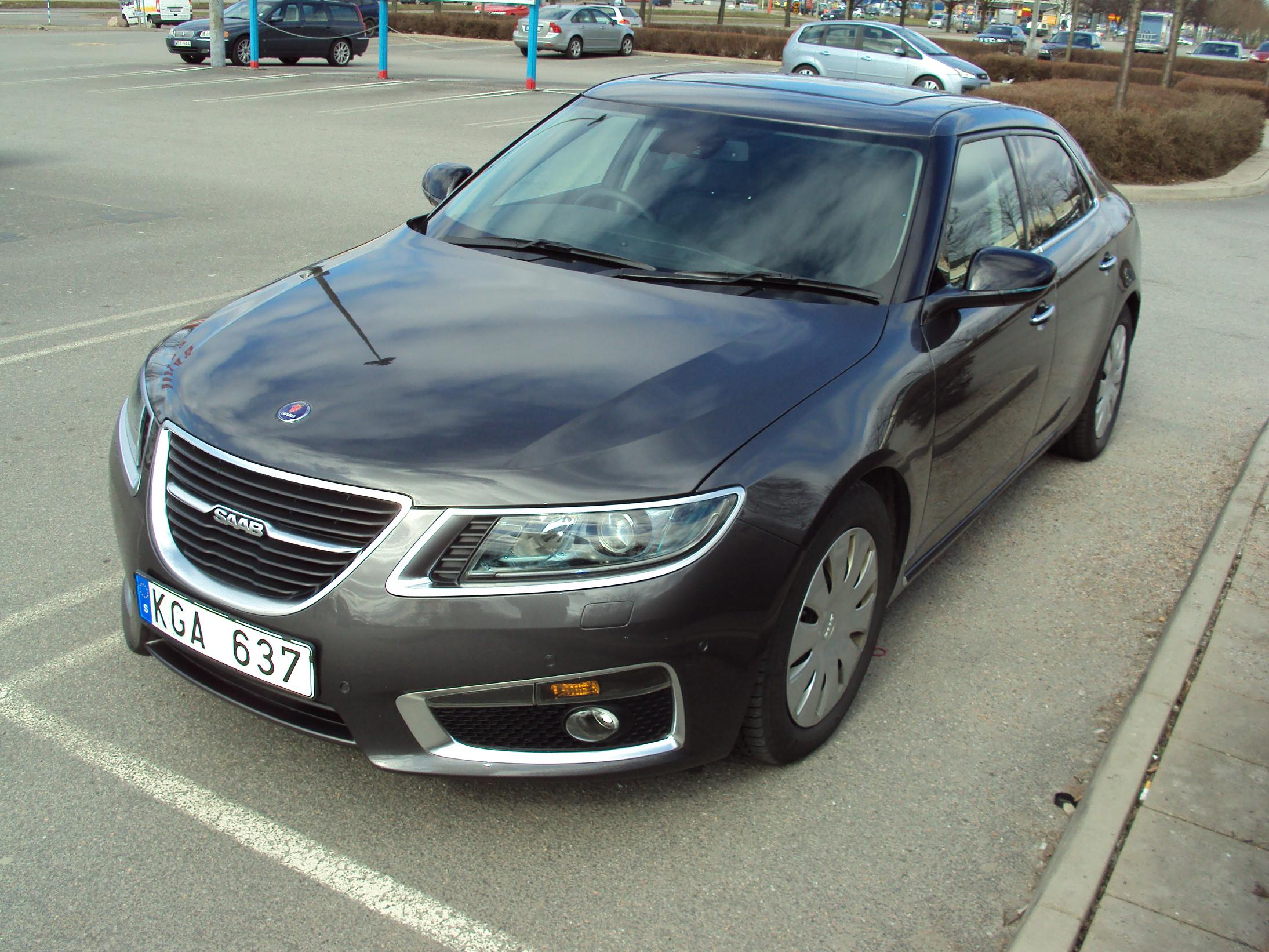
SAAB 9-5 Aero type 2